# فرخنده‌های خال‌دار
فرخنده‌های خالدار (نام علمی: Ixothraupis) سرده ای از پرندگان نوگرمسیری از تیرهٔ فرخندگان (Thraupidae) است.
این سرده پنج گونه دارد:
- فرخنده نقطه‌دار، Ixothraupis varia
- فرخنده گلوحنایی، Ixothraupis rufigula
- فرخنده پُرخال، Ixothraupis punctata
- فرخنده کم‌خال ،Ixothraupis guttata
- فرخنده شکم‌زرد، Ixothraupis Xanthogastra